# Campuzan
Campuzan (okzitanisch: Campudan) ist eine französische Gemeinde mit 144 Einwohnern (Stand: 1. Januar 2022) im Département Hautes-Pyrénées in der Region Okzitanien; sie gehört zum Arrondissement Tarbes. Die Einwohner werden Campuzanais genannt.

## Geografie
Campuzan liegt rund 30 Kilometer nordöstlich der Stadt Tarbes im Osten des Départements Hautes-Pyrénées. Umgeben wird Campuzan von den Nachbargemeinden Puntous im Norden und Nordosten, Hachan im Osten und Nordosten, Betpouy im Osten, Tournous-Devant im Süden, Libaros im Südwesten sowie Puydarrieux im Westen.

## Bevölkerungsentwicklung
| Jahr                       | 1962 | 1968 | 1975 | 1982 | 1990 | 1999 | 2006 | 2013 |
| Einwohner                  | 211  | 203  | 207  | 197  | 164  | 160  | 154  | 171  |
| Quellen: Cassini und INSEE |      |      |      |      |      |      |      |      |

## Sehenswürdigkeiten

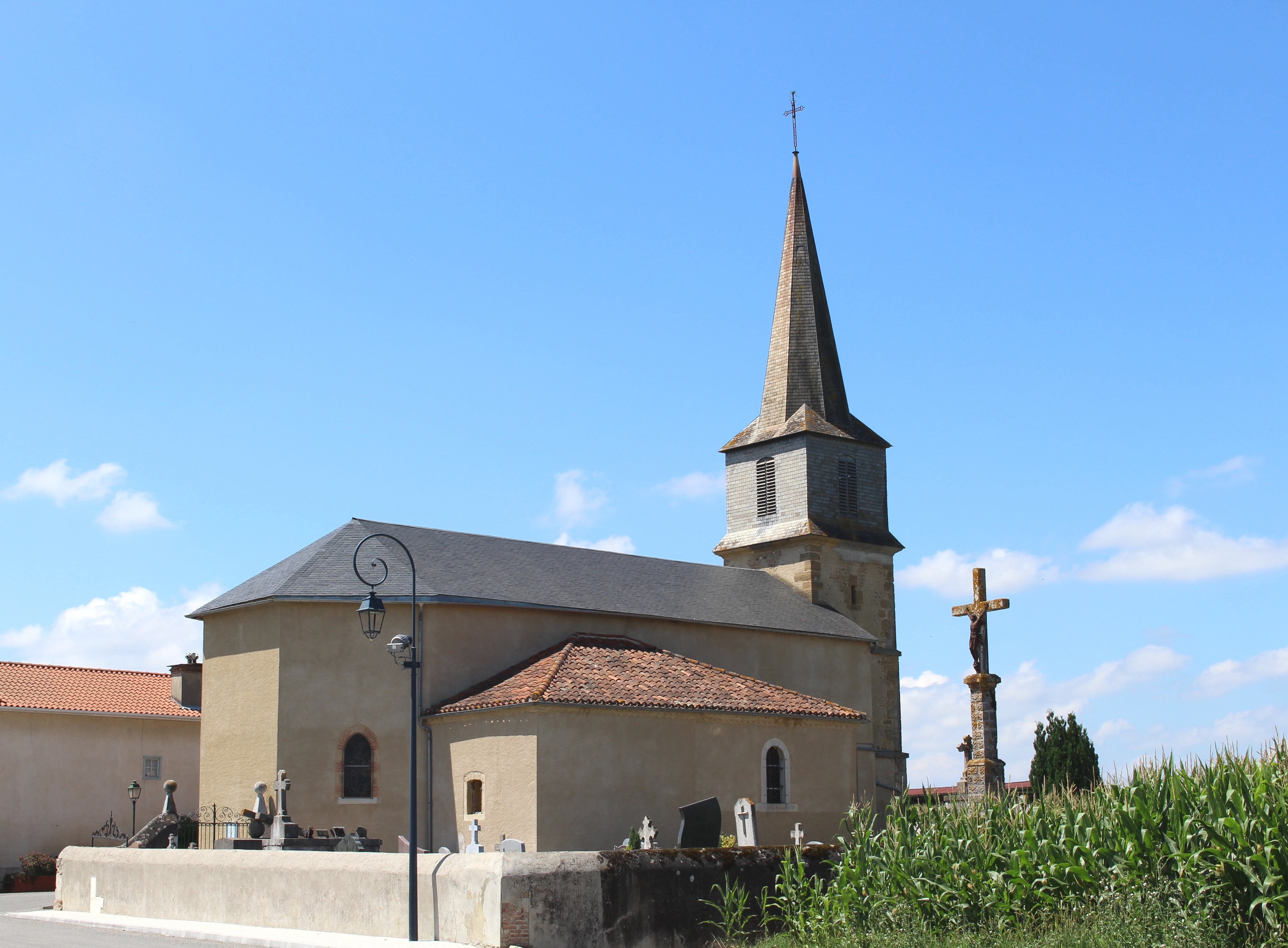
Kirche Notre-Dame-de-l’Assomption

- Kirche Notre-Dame-de-l’Assomption